# Маній Ацилій Бальб
Маній Ацилій Бальб (? — після 150 р. до н. е.) — політичний, державний та військовий діяч Римської республіки, консул 10 року до н. е.

## Життєпис
Походив з роду нобілів Ациліїв. Син Луція Ацилія Бальба. Про життя майже нічого невідомо. 
У 150 році до н. е. його обрано консулом разом з Тітом Квінкцієм Фламініном. Під час його каденції точилися суперечки стосовно подальших відносин із Карфагеном — мирних, яку підтримував Сципіон Назіка, або ворожих, за що виступав Катон Старший. Яку із сторін прийняв Бальб невідомо.

## Родина
- Маній Ацилій Бальб, консул 114 року до н. е.